# 第5後方支援隊
第5後方支援隊（だいごこうほうしえんたい、JGSDF 5th Logistic Support Troop）は、陸上自衛隊帯広駐屯地（北海道帯広市）に隊本部が駐屯する第5旅団隷下の後方支援部隊である。

## 概要
第5旅団隷下部隊の後方支援業務（補給、整備、回収、輸送等の業務）および衛生の支援を任務とするほか、災害派遣や民生協力、国際貢献活動も行っている。
隊長は、1等陸佐（三）が充てられ、隊本部を帯広駐屯地に置き、美幌・釧路・鹿追・別海の4つの駐屯地に部隊の一部を配置している。
1989年（平成元年）3月に新編された第5後方支援連隊を前身とする。2004年（平成16年）3月に第5師団の旅団への縮小改編のため師団全体の部隊がコンパクト化され支援する部隊の規模が小さくなったため、連隊から隊へと縮小された。

## 沿革
第5後方支援連隊
- 1989年（平成元年）3月24日：第5師団の近代化改編に伴い、第5武器隊、第5補給隊、第5輸送隊、第5衛生隊を統合して第5後方支援連隊が編成完結[1]。
- 1993年（平成05年）4月：UNTACカンボジア国際平和協力業務に医官を含む衛生隊を派遣。
- 1994年（平成06年）9月：ルワンダ難民救援国際平和協力業務難民救援隊に給水隊を派遣。
- 1995年（平成07年）1月：阪神・淡路大震災で医療班、入浴支援班を災害派遣。
- 1996年（平成08年）
  - 3月29日：部隊改編。

  1. 第5師団司令部第4部長職が専任化され、連隊長との兼補が解除。
  2. 武器隊を武器大隊に改編。

  - 9月：屈斜路湖の遺棄砲弾安全化作業の支援。
- 2000年（平成12年）
  - 3月28日：衛生隊の改編。
  - 9月：釧路西港の不発弾処理作業。
- 2001年（平成13年）7月：UNDOFゴラン高原国際平和協力業務第12次ゴラン高原派遣輸送隊を派遣。
- 2004年（平成16年）3月28日：第5後方支援連隊（帯広駐屯地）が廃止。

第5後方支援隊
- 2004年（平成16年）3月29日：第5師団の旅団化に伴い、第5後方支援隊に縮小改編。
  - イラク人道復興支援活動に派遣。
  - 10月：新潟県中越地震に災害派遣。
- 2005年（平成17年）10月：パキスタン地震に伴う国際緊急援助隊に派遣。
- 2023年（令和05年）第5旅団の即応機動旅団化に伴う改編
  - 3月15日：第2普通科直接支援小隊（第6普通科連隊を支援）を廃止。
  - 3月16日：即応機動直接支援中隊（第6即応機動連隊を支援）を新編。

## 部隊編成
特記なければ帯広駐屯地に駐屯
- 第5後方支援隊本部
- 第5後方支援隊本部付隊「5後支-本」
- 即応機動直接支援中隊（美幌駐屯地）「5後支-即機」：第6即応機動連隊を支援
- 第1整備中隊「5後支-1整」
  - 中隊本部
  - 火器整備班
  - 車両整備小隊
  - 施設整備小隊：第5施設隊等を支援
  - 通信電子整備小隊：第5通信隊等を支援
  - 工作回収小隊
- 第2整備中隊「5後支-2整」
  - 中隊本部
  - 第1普通科直接支援小隊：第4普通科連隊を支援
  - 第3普通科直接支援小隊（釧路駐屯地）：第27普通科連隊を支援
    - 別海整備班（別海駐屯地）：第27普通科連隊第3普通科中隊を支援

  - 特科直接支援小隊：第5特科隊を支援
  - 戦車直接支援小隊（鹿追駐屯地）：第5戦車隊を支援
  - 高射直接支援小隊：第5高射特科隊を支援
  - 偵察直接支援小隊（別海駐屯地）：第5偵察隊を支援
- 補給中隊「5後支-補」
  - 中隊本部班
  - 補給小隊
  - 業務小隊
- 輸送隊「5後支-輸」
  - 隊本部班
  - 第1輸送小隊
  - 第2輸送小隊
  - 帯広自動車教習所
- 衛生隊「5後支-衛」
  - 隊本部班
  - 治療小隊
  - 救急車小隊

## 主要幹部
| 官職名          | 階級          | 氏名     | 補職発令日     | 前職                  |
| --------------- | ------------- | -------- | -------------- | --------------------- |
| 第5後方支援隊長 | 1等陸佐（三） | 上原将愛 | 2024年08月01日 | 第10師団司令部第4部長 |

| 代 | 氏名     | 在職期間                        | 前職                                    | 後職                                 |
| -- | -------- | ------------------------------- | --------------------------------------- | ------------------------------------ |
| 01 | 林勝廣   | 1989年03月24日 - 1991年03月31日 | 第5師団司令部第4部長                    | 北部方面総監部装備部長               |
| 02 | 古澤典彦 | 1991年04月01日 - 1993年03月31日 | 陸上幕僚監部調査部調査第2課 調査第3班長 | 自衛隊札幌病院総務部長               |
| 03 | 高橋昭武 | 1993年04月01日 - 1996年07月31日 | 陸上幕僚監部装備部需品課 燃料班長       | 陸上自衛隊需品学校副校長 兼 企画室長 |
| 04 | 坪井寛   | 1996年08月01日 - 1999年07月31日 | 自衛隊愛媛地方連絡部長                  | 陸上自衛隊補給統制本部総務部長       |
| 05 | 福田裕   | 1999年08月01日 - 2002年07月31日 | 陸上幕僚監部調査部調査課 企画班長       | 陸上幕僚監部装備部武器・化学課長     |
| 末 | 福田敏   | 2002年08月01日 - 2004年03月28日 | 統合幕僚会議事務局第4幕僚室 年度班長    | 自衛隊京都地方連絡部長               |

| 代 | 氏名     | 在職期間                        | 前職                                             | 後職                                     |
| -- | -------- | ------------------------------- | ------------------------------------------------ | ---------------------------------------- |
| 01 | 堀井克哉 | 2004年03月29日 - 2006年03月26日 | 陸上自衛隊幹部学校付                             | 陸上自衛隊幹部学校学校教官               |
| 02 | 中村光一 | 2006年03月27日 - 2008年03月25日 | 中部方面総監部装備部需品課長                     | 陸上自衛隊研究本部研究員                 |
| 03 | 野山寛   | 2008年03月26日 - 2010年07月31日 | 陸上自衛隊通信学校勤務                           | 陸上自衛隊研究本部研究員                 |
| 04 | 米山則行 | 2010年08月01日 - 2012年07月31日 | 北関東防衛局調達部装備第1課長                    | 駒門駐屯地業務隊長                       |
| 05 | 大矢和司 | 2012年08月01日 - 2014年07月31日 | 陸上自衛隊補給統制本部火器車両部 補給計画第1課長 | 陸上自衛隊高射学校第2教育部長            |
| 06 | 長屋圭三 | 2014年08月01日 - 2016年03月22日 | 中部方面総監部装備部装備課長                     | 北関東防衛局装備部装備第1課長            |
| 07 | 蛯原良雄 | 2016年03月23日 - 2018年07月31日 | 陸上自衛隊高等工科学校総務部長                   | 第5旅団司令部付                          |
| 08 | 大西準一 | 2018年08月01日 - 2020年07月31日 | 陸上自衛隊通信学校主任教官                       | 宇都宮駐屯地業務隊長                     |
| 09 | 中川秀一 | 2020年08月01日 - 2022年03月13日 | 中部方面総監部装備部装備課長                     | 陸上自衛隊関東補給処誘導武器部長         |
| 10 | 植田靖   | 2022年03月14日 - 2024年07月31日 | 陸上自衛隊需品学校主任教官                       | 陸上自衛隊補給統制本部付 →2024.8.17 退職 |
| 11 | 上原将愛 | 2024年08月01日 -                | 第10師団司令部第4部長                            |                                          |

## 主要装備
- 90式戦車回収車
- 1/2tトラック / 73式小型トラック
- 1 1/2tトラック / 73式中型トラック
- 3 1/2tトラック / 73式大型トラック
- 7tトラック / 74式特大型トラック
- 重レッカ
- 90式戦車回収車
- 中型セミトレーラ
- 3トン半水タンク車
- 3トン半燃料タンク車
- 3トン半航空用燃料タンク車
- 野外支援車
- 野外炊具
- 野外洗濯セット2型
- 野外入浴セット2型
- 浄水セット（車載型）
- 野外手術システム
- 1トン半救急車
- 89式5.56mm小銃
- 9mm拳銃
- 12.7mm重機関銃M2
- 91式携帯地対空誘導弾